# حمام جهانیار
حمام جانیار، حمامی تاریخی مربوط به دوره صفوی است که در محدودهٔ شهر تاریخی تون، در جنوب غربی فردوس، بین میدان موسی بن جعفر و میدان گلشن واقع شده‌است. این اثر در تاریخ ۵ تیر ۱۳۸۴ با شمارهٔ ثبت ۱۱۹۹۴ به‌عنوان یکی از آثار ملی ایران به ثبت رسیده‌است.